# 등변다각형
등변다각형이란 모든 변의 길이가 같은 다각형이다. 정다각형처럼 모든 각의 크기가 같지 않아도 모든 변의 길이만 같으면 등변다각형이라 할 수 있다. 정다각형도 모든 변의 길이가 같으므로 등변다각형이고, 둘레를 잴 때에는 한 변의 길이를 다각형의 변의 수만큼 몇 배하면 된다. 등변사각형은 마름모이며 변이 5개 이상이면 오목 다각형 또는 단순하지 않은 다각형도 등변다각형이 될 수 있다. 그러나 사각형에서는 오목 등변다각형이 존재하지 않는데다가 심지어 단순하지 않은 등변다각형도 없다. 즉 이 말은 변이 4개일 때까지는 볼록 등변다각형 및 단순 등변다각형만 존재한다는 이야기이며, 마름모의 쌍대가 직사각형인 것처럼 볼록 등변다각형의 쌍대는 등각다각형이다. 또한 오목 등변다각형의 경우는 해당 도형의 쌍대에 해당하는 등각다각형에서 평행하지 않은 두 변을 연장해서 생기는 교차하는 다각형이다. 왜냐하면 등변다각형은 모든 변의 길이가 같은데, 등각다각형은 반대로 모든 각의 크기가 같은 다각형이기 때문이다. 참고로, 등각다각형은 등변다각형과는 달리 볼록하고, 단순한 것 밖에 없다. 삼각형은 모든 변의 길이가 같으려면 모든 각의 크기도 같아지게 되므로 등변삼각형이나 등각삼각형이 될 수 있는 것은 정삼각형으로 동치이다. 또한 삼각형은 세 각의 크기의 합이 180°이고 오목 다각형은 180°보다 큰 내각을 하나 이상 가지고 있기 때문에 삼각형은 항상 볼록할 수밖에 없다. 그리고 네 변의 길이가 모두 동일해서 등변다각형에 해당되는 마름모도 이웃하는 두 내각의 크기의 합이 180°가 되고, 또한, 서로 마주보는 (즉 다시 말해 이웃하지 않는) 내각의 크기가 서로 동일하기 때문에 역시 오목할 수가 없으며, 볼록 다각형이다.

모든 정다각형은 등변다각형이다. 뿐 아니라 동시에 등각다각형이기도 하며, 정다각형은 심지어 내접원과 외접원이 모두 존재하는 다각형이기도 하다.

## 같이 보기
- 등각다각형
- 정다각형
- 오목 다각형
- 볼록 다각형
- 단순 다각형
- 단순하지 않은 다각형
- 원에 내접하는 다각형
- 다각형